# Vang Jangming
Vang Šouren (26. oktobar 1472 – 9. januar 1529), kinesko stilsko ime Bo'an, bio je kineski kaligraf, vojni general, filozof, političar, i pisac tokom Ming dinastije. Nakon Si Džua, on se obično smatra najvažnijim neokonfucijanskim misliocem, s interpretacijama konfucijanizma koje su negirale racionalistički dualizam ortodoksne filozofije Si Džua. Vang je u književnim krugovima bio poznat kao Jangming Sjenšeng i/ili Jangming Ci; oba znače „Gospodar Jangming”.
U Kini, Japanu i zapadnim zemljama on je poznat po počasnom imenu, a ne po privatnom imenu.

## Život i vremena
On je rođen kao Vang Šouren u Jujau, Džeđang provincija, u naučnoj porodici sa tradicijom birokratske službe. Njegov otac, Vang Hua, bio je prvi (Džuangiuan, 狀元) na Imperijalnim ispitima iz 1481, i napredovao je da postane potpredsednik Ministarstva za obrede, ali je kasnije demovisan i kasnije otpušten iz vladine službe zbog uvrede Lju Đina, evnuha.
Vang je stekao jurensku diplomu 1492. i đinši diplomu 1499. On je kasnije je vršio dužnost izvršnog pomoćnika u raznim vladinim odeljenjima sve do izgona zbog uvrede evnuha 1506. Međutim, njegova profesionalna karijera nastavila se kada je postao guverner Đangsija.

### Vojni podvizi
Vang je postao uspešan general i bio je poznat po strogoj disciplini koju je nametnuo svojim trupama. Godine 1517. i 1518. poslat je u odgovoru na peticije za suzbijanje seljačkih pobuna u Đangsiju, Fuđenu i Guangdungu. Zabrinut zbog razaranja koje došlo s ratom, on je podneo peticiju sudu da dozvoli amnestiju, i uspešno je uništio pobunjeničke vojne snage.

#### Potiskivanje princa od Ninga
Godine 1519, dok je bio guverner provincije Đangsi i na putu da suzbije pobune u Fuđenu, Vang se iznenada suočio sa Pobunom princa od Ninga, koju je predvodio Džu Čenhao, četvrti princ od Ninga. S obzirom da mu je prinčeva baza u Nančangu omogućila da plovi niz reku Jangce i zauzme južnu prestonicu Nanking, Vang se aktivno pripremao za bitku kako bi sprečio tu mogućnost, dok se upuštao u prevaru kako bi ubedio princa da se vojske kreću da ga opkole. Princ, prevaren ovim, oklevao je i dao vremena da se Nančang pojača. Na kraju, primoran da se sukobi s vladinim snagama, princ od Ninga je poražen i zarobljen.
U ovoj kampanji, Vang je takođe napravio jednu od najranijih referenci za korišćenje fo-lang-đi u borbi, topa kulverina sa zatvaračem koji je uvezen od novopridošlih portugalskih poduhvata u Kinu. Kao guverner Đangsija, takođe je gradio škole, rehabilitovao pobunjenike i rekonstruisao ono što je neprijatelj bio zauzeo tokom pobune. Iako je postao grof, bio je izopšten zbog suprotstavljanja Si Džuju.
Trideset osam godina nakon smrti, dobio je titule markiz i završetka kulture. Godine 1584, prineta mu je žrtva u konfučijanskom hramu, najveća počast za jednog učenjaka.

## Filozofija
Vang je bio vodeća figura u neokonfučijanskoj Školi srca, koju je osnovao Lu Đujuen (陸九淵, ili Lu Sjangšan) iz Južnog Sunga. Ova škola se zalagala za tumačenje Mencija, klasičnog konfucijanca koji je postao fokus kasnijeg tumačenja, to ujedinjenje znanja sa akcijom. Njihova rivalska škola, Škola principa (Li) tretirala je sticanje znanja kao neku vrstu pripreme ili kultivacije koja bi, kada se završi, mogla da vodi akciju.

### Urođeno znanje
Iz Čeng-Džuovog neokonfučijanizma koji je bio matični pokret u to vreme, Vang Jangming je razvio ideju urođenog znanja, tvrdeći da svaka osoba od rođenja zna razliku između dobra i zla. Vang je tvrdio da je takvo znanje intuitivno, a ne racionalno. Ove revolucionarne ideje Vang Jangminga će kasnije inspirisati istaknute japanske mislioce kao što je Motori Norinaga, koji je tvrdio da zbog šintoističkih božanstava samo Japanci imaju intuitivnu sposobnost da razlikuju dobro i zlo bez složene racionalizacije. Njegova škola mišljenja (Ōyōmei-gakuu na japanskom, Ō označava prezime „Vang”, yōmei označava „Jangming”, gaku znači „škola učenja”) takođe je u velikoj meri uticala na japansku samurajsku etiku.

### Integracija znanja i akcije
Vangovo odbacivanje čistog istraživanja znanja dolazi iz tadašnjeg tradicionalnog gledišta o kineskom verovanju da kada neko stekne znanje, ima dužnost da to znanje sprovede u delo. Ovo je pretpostavljalo dve mogućnosti: da neko može imati znanje bez/pre odgovarajuće akcije ili da može znati šta je ispravna radnja, ali i dalje ne deluje.
Vang je odbacio obe ove mogućnosti što mu je omogućilo da razvije svoju filozofiju akcije. Vang je verovao da se samo simultanim delovanjem može steći znanje i negirao je sve druge načine za njegovo sticanje. Za njega nije bilo načina da iskoristi znanje nakon što ga je stekao jer je verovao da su znanje i akcija ujedinjeni kao jedno. Svako saznanje koje je stečeno i zatim stavljeno u delo smatralo se zabludom ili lažnim.

### Um i svet
On je smatrao da predmeti ne postoje potpuno odvojeno od uma jer ih um oblikuje. Verovao je da nije svet taj koji oblikuje um, već da um daje razum svetu. Stoga je samo um izvor svakog razuma. On je to shvatio kao unutrašnju svetlost, urođenu moralnu dobrotu i razumevanje onoga što je dobro.
Da bi se eliminisale sebične želje koje zamagljuju umno razumevanje dobrote, može se praktikovati njegov tip meditacije koji se često naziva „mirno odmaranje“ ili „mirno sedenje“ (靜坐 đingcuo). Ovo je slično praksi Čan (Zen) meditacije u budizmu.

## Prevodi na engleski
- Henke, Frederick (1916). The philosophy of Wang Yang-ming. London: Open Court. - Public domain. Considered a poor translation by Chan.
- Ching, Julia (1972). The Philosophical Letters of Wang Yang-ming. Canberra, Australia: Australian National University Press. - Sixty-seven letters and annotations.
- Chan, Wing-tsit (1963). A Source Book in Chinese Philosophy. Princeton, NJ: Princeton University Press. - Excerpts only
- Chan, Wing-tsit (1963). Instructions For Practical Living and Other Neo-Confucian Writings by Wang Yang-Ming. Columbia University Press. - Full translation of 傳習録 and 大學問, Wang's two major works.
- Ivanhoe, Philip (2009). Readings from the Lu-Wang school of Neo-Confucianism. Indianapolis: Hackett Pub. Co. ISBN 0872209601. - Excerpts, but including the first translations of some of Wang's letters.
- Timothy Brook (2010). The Troubled Empire: China in the Yuan and Ming Dynasties. Harvard University Press. стр. 98. ISBN 978-0-674-04602-3.
- Geiss, James (1988).  Denis Crispin Twitchett; John King Fairbank, ур. The Cambridge History of China: The Ming dynasty, 1368–1644, Part 1. Cambridge University Press. стр. 423–426. ISBN 978-0-521-24332-2.
- McCausland, Shane; Hwang, Yin (2013-11-01). On Telling Images of China: Essays in Narrative Painting and Visual Culture (на језику: енглески). Hong Kong University Press. ISBN 9789888139439.
- John W. Dardess (2012). Ming China, 1368–1644: A Concise History of a Resilient Empire. Rowman & Littlefield. стр. 48. ISBN 978-1-4422-0491-1.

## Literatura
- Chang, Carsun (1962), Wang Yang-ming: idealist philosopher of sixteenth-century China,  New York: St. John's University Press.
- Gillin, Donald G. (1967),  Warlord: Yen Hsi-shan in Shansi Province 1911-1949,  Princeton, New Jersey: Princeton University Press.  LCCN 66-14308
- Ivanhoe, Philip J. (2002), Ethics in the Confucian Tradition: The Thought of Mengzi and Wang Yangming, rev. 2nd edition, Indianapolis: Hackett Publishing.
- Кобзев А.И. Учение Ван Янмина и классическая китайская философия. М., 1983.
- Nivison, David S. (1967), "The Problem of 'Knowledge' and 'Action' in Chinese Thought since Wang Yang–ming," in Arthur F. Wright, ed., Studies in Chinese Thought, Chicago: University of Chicago Press, pp. 112–45.
- Nivison, David S. (1996), "The Philosophy of Wang Yangming," in The Ways of Confucianism, Chicago: Open Court Press, pp. 217–231
- Needham, Joseph (1986). Science and Civilisation in China: Volume 5, Part 7. Taipei: Caves Books, Ltd
- Oleg Benesch. „Wang Yangming and Bushidō: Japanese Nativization and its Influences in Modern China.”. Journal of Chinese Philosophy. 36 (3): 439—454..
- Geiss, James (1988). „The Cheng-te reign, 1506–1521”.  Ур.: Mote, Frederick W.; Twitchett, Denis. The Cambridge History of China, Volume 7: The Ming Dynasty, 1368–1644, Part 1. Cambridge: Cambridge University Press. стр. 430–436. ISBN 978-0-521-24332-2.
- „王守仁：始创"知行合一"”. 2013-06-25. Архивирано из оригинала 2013-06-25. г. Приступљено 2020-01-31.
- Ravina, Mark (2004). The last samurai : the life and battles of Saigō Takamori. Hoboken, N.J.: John Wiley & Sons. ISBN 0-471-08970-2. OCLC 51898842.
- 곽형덕 (2007). „Ma Hae-song and his involvement with Bungei-shunju and Modern-nihon”. Journal of Korean Modern Literature (33): 5—34. ISSN 1229-9030. doi:10.35419/kmlit.2007..33.001 .
- Guan Xiu, Zhang Tingzhong. History of Ming.
- Chang Woei Ong (2020). Li Mengyang, the North-South Divide, and Literati Learning in Ming China. BRILL. ISBN 978-1684170883.
- Hesse, Hermann (2019). Demian. Dreamscape Media. ISBN 978-1-9749-3912-1. OCLC 1080083089.
- „Mind and hand”. MIT Admissions (на језику: енглески). Приступљено 2020-02-14.
- „王陽明「四句教」之:知善知惡是良知。” (на језику: кинески). Приступљено 2020-02-14.
- „吳光：王陽明教育思想內涵深刻 五點啟示值得思考【圖】--貴州頻道--人民網”. gz.people.com.cn. Архивирано из оригинала 14. 02. 2020. г. Приступљено 2020-02-14.
- „《日本阳明学的实践精神》：迥异于中国的日本阳明学 – 国学网” (на језику: кинески). Архивирано из оригинала 21. 02. 2023. г. Приступљено 2020-02-14.
- „阳明学的现代启示录——焦点专题”. www.ebusinessreview.cn. Архивирано из оригинала 30. 09. 2020. г. Приступљено 2020-02-14.
- Chan, Wing-tsit (1946). China. Berkeley and Los Angeles: University of California Press.
- Craig, Edward (1998). Routledge Encyclopedia of Philosophy, Volume 7. Taylor & Francis. ISBN 978-0-415-07310-3.
- Daehwan, Noh. "The Eclectic Development of Neo-Confucianism and Statecraft from the 18th to the 19th Century". Korea Journal (Winter 2003).
- de Bary, William Theodore; Chaffee, John W., ур. (1989). Neo-confucian Education: The Formative Stage. University of California Press. стр. 455—. ISBN 978-0-520-06393-8.
- de Bary, William Theodore;  ., ур. (2008). Sources of East Asian Tradition. New York: Columbia University Press. (Vol. 1  978-0-231-14305-9) (Vol. 2  978-0-231-14323-3)

## Spoljašnje veze
- Vang Jangming на сајту Пројекат Гутенберг (језик: енглески)
- Vang Jangming на сајту Internet Archive (језик: енглески)